# 永澤
貝子永澤（穆麟德轉寫：yung je；1741年3月30日—1810年9月1日），追封恭恪貝勒（恆親王系第四代）弘昇第三子，母妾楊氏，其父為楊鳳玉，恆親王系第五代。
他在乾隆六年二月（1741年）出生，乾隆四十年十月（1775年）受封不入八分輔國公，乾隆五十五年五月（1790年）接替堂弟永皓成為恆親王第五代。
嘉慶十五年八月（1810年）他去世，虛歲七十歲，由三子綿疆承襲恆親王系第六代，不過需遞降為奉恩鎮國公襲封。